# Ричард Н. Готфрид
Ричард Н. Готфрид (енгл. Richard N. Gottfried; Њујорк, 16. мај 1947) је амерички политичар јеврејског порекла. Заступао је 75. округ у скупштини државе Њујорк више од 40 година, чинећи га најдужим чланом тог тела.